# Mélanie Henique
Mélanie Henique (* 22. Dezember 1992 in Amiens) ist eine französische Schwimmerin.

## Leben
2009 siegte Henique bei den Mittelmeerspielen auf der 50-Meter-Strecke im Schmetterlingsschwimmen. 2011 gewann sie bei den Weltmeisterschaften auf der 50-Meter-Strecke im Schmetterlingsschwimmen die Bronzemedaille. Bei den Europameisterschaften gewann sie 2010 auf der 50-Meter-Strecke im Schmetterlingsschwimmen die Bronzemedaille. Bei den Kurzbahnweltmeisterschaften gewann sie in Doha 2014 die Bronzemedaille in der Mannschaft auf der 4-mal-50-Meter-Strecke im Lagenschwimmen. Bei den Kurzbahneuropameisterschaften gewann sie 2012 jeweils die Bronzemedaille auf der 50-Meter-Strecke im Schmetterlingsschwimmen und in der Staffel auf der 4-mal-50-Meter-Strecke im Lagenschwimmen sowie die Goldmedaille auf der 4-mal-50-Meter-Strecke im Lagenschwimmen im gemischten Rennen. 2016 nahm sie an den Olympischen Sommerspielen in Rio de Janeiro teil.
Henique ist Mitglied in der französischen Mannschaft Amiens Métropole Natation.
2015 wurde ihr bei einem körperlichen Angriff in Frankreich die Nase gebrochen.